# Too Old to Die Young
Too Old to Die Young är en amerikansk kriminaldramaserie från 2019 som hade premiär i USA den 14 juni 2019. Samtliga tio avsnitt är regisserade av Nicolas Winding Refn.
Serien handlar om polismannen Martin Jones, som lever ett dubbelliv som kontraktsmördare i Los Angeles undre värld. Han drabbas av en existentiell kris som leder honom djupare in i en blodstänkt värld av våld.
Kritiker beskrev serien som pretentiös, med stort fokus på det visuella på bekostnad av berättandet.

## Rollista (i urval)
- Miles Teller – Martin Jones
- Nell Tiger Free – Janey
- John Hawkes – Viggo
- Jena Malone – Diana